# Liste der Biografien/Bab
Liste der Biografien |
Portal Biografien |
Personensuche
# |
A |
B |
C |
D |
E |
F |
G |
H |
I |
J |
K |
L |
M |
N |
O |
P |
Q |
R |
S |
T |
U |
V |
W |
X |
Y |
Z |
?
 
Ba |
Be |
Bd |
Bg |
Bh |
Bi |
Bj |
Bl |
Bm |
Bn |
Bo |
Br |
Bs |
Bu |
Bw |
By |
Bz
 
Baa |
Bab |
Bac |
Bad |
Bae |
Baf |
Bag |
Bah |
Bai |
Baj |
Bak |
Bal |
Bam |
Ban |
Bao |
Bap |
Baq |
Bar |
Bas |
Bat |
Bau |
Bav |
Baw |
Bax–Baz
Die Liste der Biografien führt alle Personen auf, die in der deutschsprachigen Wikipedia einen Artikel haben. Dieses ist eine Teilliste mit 502 Einträgen von Personen, deren Namen mit den Buchstaben „Bab“ beginnt.

## Bab
- Bāb (1819–1850), persischer Religionsstifter des Babismus
- Bab Dschauhar († 1241), türkische Sklavin, Konkubine
- Bab, Adam (* 1974), polnischer Geistlicher und römisch-katholischer Weihbischof in Lublin
- Bab, Julius (1880–1955), deutscher Schriftsteller
- Bab, Werner (1924–2010), deutscher Holocaust-Überlebender

### Baba
- Baba Ali Ahmed, Rachid (1946–1995), algerischer Musiker und Musikproduzent
- Baba Farid, Gelehrter und Mitglied des gemäßigten islamisch-orthodoxen Sufiordens
- Baba Rexheb (1901–1995), albanischer Islamgelehrter
- Baba Taher, persischer Dichter
- Baba Wanga (1911–1996), bulgarische Seherin
- Baba, Abdul Rahman (* 1994), ghanaischer FußballspielerAbdul Rahman Baba (* 1994)

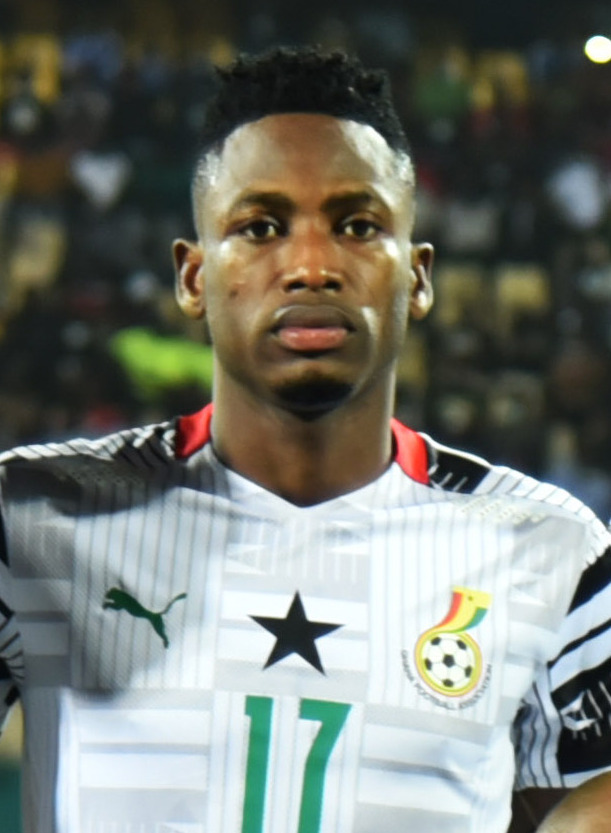
Abdul Rahman Baba (* 1994)

- Baba, Abel (* 1977), nigerianischer Fußballschiedsrichterassistent
- Baba, Akiko (* 1928), japanische Dichterin und Literaturwissenschaftlerin
- Baba, Ammo (1934–2009), irakischer Fußballspieler und -trainer
- Baba, Corneliu (1906–1997), rumänischer Maler
- Baba, Iddrisu (* 1996), ghanaischer Fußballspieler
- Bába, Jaroslav (* 1984), tschechischer Hochspringer
- Baba, Keiji (1897–1961), japanischer Ökonom
- Baba, Kenji (* 1985), japanischer Fußballspieler
- Baba, Kochō (1869–1940), japanischer Essayist und Übersetzer
- Baba, Koulba (1899–1975), nigrischer Erzähler
- Baba, Manuş (* 1986), türkischer Pop- und Arabeskensänger
- Baba, Masao (1892–1947), japanischer General und Kriegsverbrecher
- Baba, Michael, deutscher Opernsänger (Tenor)
- Baba, Naoto (* 1996), japanischer Skilangläufer
- Baba, Nobuharu († 1575), japanischer Samurai
- Baba, Nobuyuki (* 1965), japanischer Politiker
- Baba, Noriko (* 1977), japanische Fußballspielerin
- Baba, Seiya (* 2001), japanischer Fußballspieler
- Baba, Shōhei (1938–1999), japanischer Wrestler und WrestlingpromoterShōhei Baba (1938–1999)

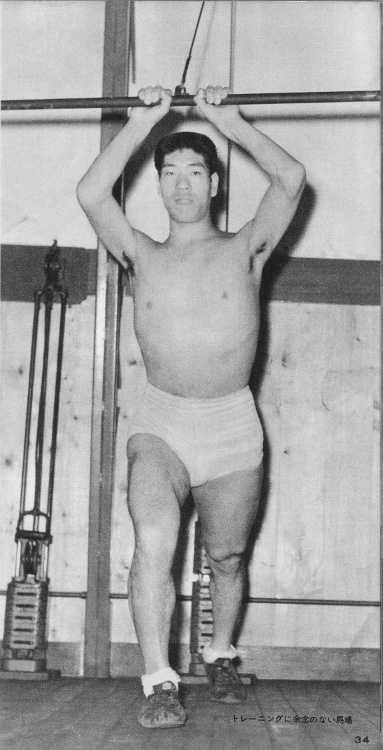
Shōhei Baba (1938–1999)

- Baba, Takumi (* 1999), japanischer Fußballspieler
- Baba, Tatsui (1850–1888), japanischer Denker
- Baba, Tsunego (1875–1956), japanischer Journalist
- Baba, Yossi, israelischer Badmintonspieler
- Baba, Youssef (* 1979), marokkanischer Mittelstreckenläufer
- Baba, Yūta (* 1984), japanischer Fußballspieler
- Baba, Yutaka (* 1986), japanischer Fußballspieler
- Baba-aḫa-iddina, babylonischer König
- Babač, Lukáš (* 1985), slowakischer Ruderer
- Babaca, Stéphane (1919–2007), irakischer Geistlicher, Erzbischof der Erzeparchie Arbil der Chaldäer im Irak
- Babacan, Ali (* 1967), türkischer Politiker; AußenministerAli Babacan (* 1967)

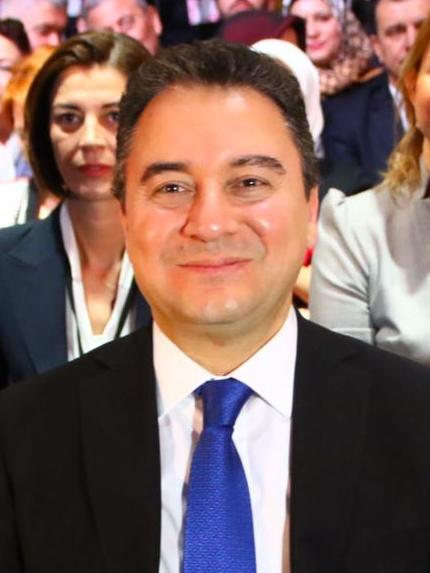
Ali Babacan (* 1967)

- Babacan, Alperen (* 1997), türkischer Fußballspieler
- Babacan, Atalay (* 2000), türkischer Fußballspieler
- Babacan, Doğan (1930–2018), türkischer Fußballspieler und -schiedsrichter
- Babacan, Volkan (* 1988), türkischer Fußballspieler
- Babacar, Khouma (* 1993), senegalesischer Fußballspieler
- Babachinaitė, Genovaitė (* 1944), litauische Kriminologin (Viktimologin)
- Babaci, Sayed Ali (* 1915), afghanischer Hockeyspieler
- Babačić, Esad (* 1965), slowenischer Schriftsteller, Übersetzer, Journalist und Musiker
- Babad, Abraham († 1966), polnisch-britischer Rabbiner, Präsident der World Agudath Israel Organization
- Babadağ, Melis (* 1984), türkische Schauspielerin
- Babadschanjan, Arno (1921–1983), armenischer Komponist
- Babadschanjan, Hamasasp Chatschaturowitsch (1906–1977), sowjetischer Marschall der PanzertruppenHamasasp Chatschaturowitsch Babadschanjan (1906–1977)
- Babaef, altägyptischer Prinz

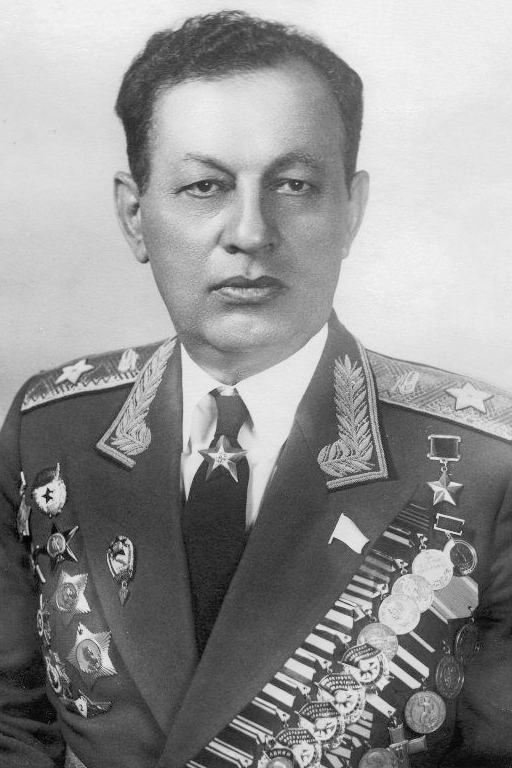
Hamasasp Chatschaturowitsch Babadschanjan (1906–1977)

- Babaei Vieira, Amanda (* 1991), deutsche Schauspielerin
- Babaev, Artour (* 1996), kanadischer E-Sportler
- Babai, König der Sarmaten
- Babai der Große († 628), persischer Theologe innerhalb der Assyrischen Kirche des Ostens
- Babai, Ferenc (1742–1778), ungarischer römisch-katholischer Priester und Historiker
- Babai, László (* 1950), ungarisch-amerikanischer Mathematiker
- Babajan, Araksi Towmassi (1906–1993), russisch-sowjetisch-armenische Chemikerin und Hochschullehrerin
- Babajan, Boris Artaschessowitsch (* 1933), sowjetischer Computeringenieur
- Babajan, Hajk (* 1979), armenischer Polizeikommandeur
- Babajan, Roman Georgijewitsch (* 1967), russisch-armenischer Journalist und Fernsehmoderator
- Babajan, Samwel (* 1965), armenischer Militärkommandant und Politiker
- Babajan, Spartak (* 1933), armenischer Bildhauer und Maler
- Babajan, Wahram (* 1948), armenischer Komponist, Pianist und Musiktheoretiker
- Babajanow, Zafar (* 1987), turkmenischer Fußballspieler
- Babajanyan, Karine (* 1968), armenische Opernsängerin (Sopran)
- Babajanzadeh, Bashir Asgari (* 1989), iranischer Ringer
- Babajew, Oleh (1965–2014), ukrainischer Politiker
- Babajew, Rafiq (1937–1994), aserbaidschanischer Bandleader und Pianist
- Babaji, Haidakhan († 1984), indischer religiöser FührerHaidakhan Babaji († 1984)

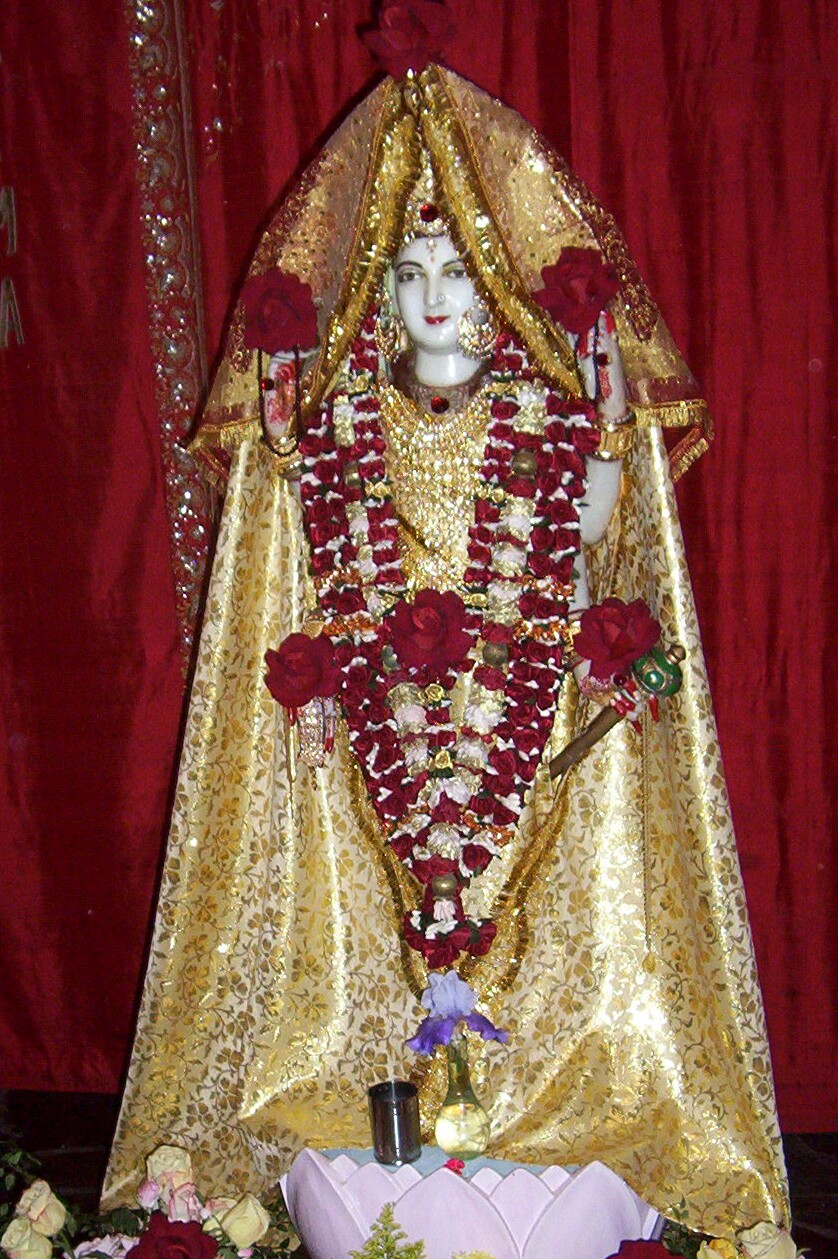
Haidakhan Babaji († 1984)

- Babak Chorramdin (798–838), aserbaidschanischer Führer der Bewegung der Chorramiyân
- Babak, Alina Alexejewna (* 2002), russische Schauspielerin
- Babák, Edward (1873–1926), tschechischer Physiologe
- Babak, Eric (* 1970), belgischer Musiker und Komponist
- Babak, Mykola (* 1954), ukrainischer Künstler, Schriftsteller, Kunstsammler und Verleger
- Babák, Tomáš (* 1993), tschechischer Handballspieler
- Babakhanov, Ari (* 1934), usbekischer Musiker
- Babakin, Georgi Nikolajewitsch (1914–1971), sowjetischer Ingenieur
- Babáková, Martina (* 1983), slowakische Tennisspielerin
- Babakow, Alexander Michailowitsch (* 1963), russischer Politiker
- Babakowa, Inha (* 1967), ukrainische Hochspringerin
- Băbălău, Constantin (* 1926), rumänischer Politiker (PCR, PSDR, PMR)
- Babalj, Eli (* 1992), australischer Fußballspieler
- Babalola, Joseph Ayo (1904–1959), nigerianischer Evangelist
- Babalola, Lekan (* 1960), nigerianischer Jazzmusiker (Perkussion)
- Babalon, Christoph de, deutscher Musiker, DJ und Labelbetreiber
- Babalski, Zbigniew (* 1953), polnischer Politiker, Mitglied des Sejm
- Babameto, Luan (* 1930), albanischer kommunistischer Politiker und Autor
- Babamyratowa, Gülbadam (* 1991), turkmenische Kampfsportlerin
- Baban, Diclehan (1934–1978), türkische Schauspielerin
- Băban, Marcel (* 1968), rumänischer Fußballspieler
- Baban, Rasem (* 1966), deutscher Architekt und ZoodirektorRasem Baban (* 1966)

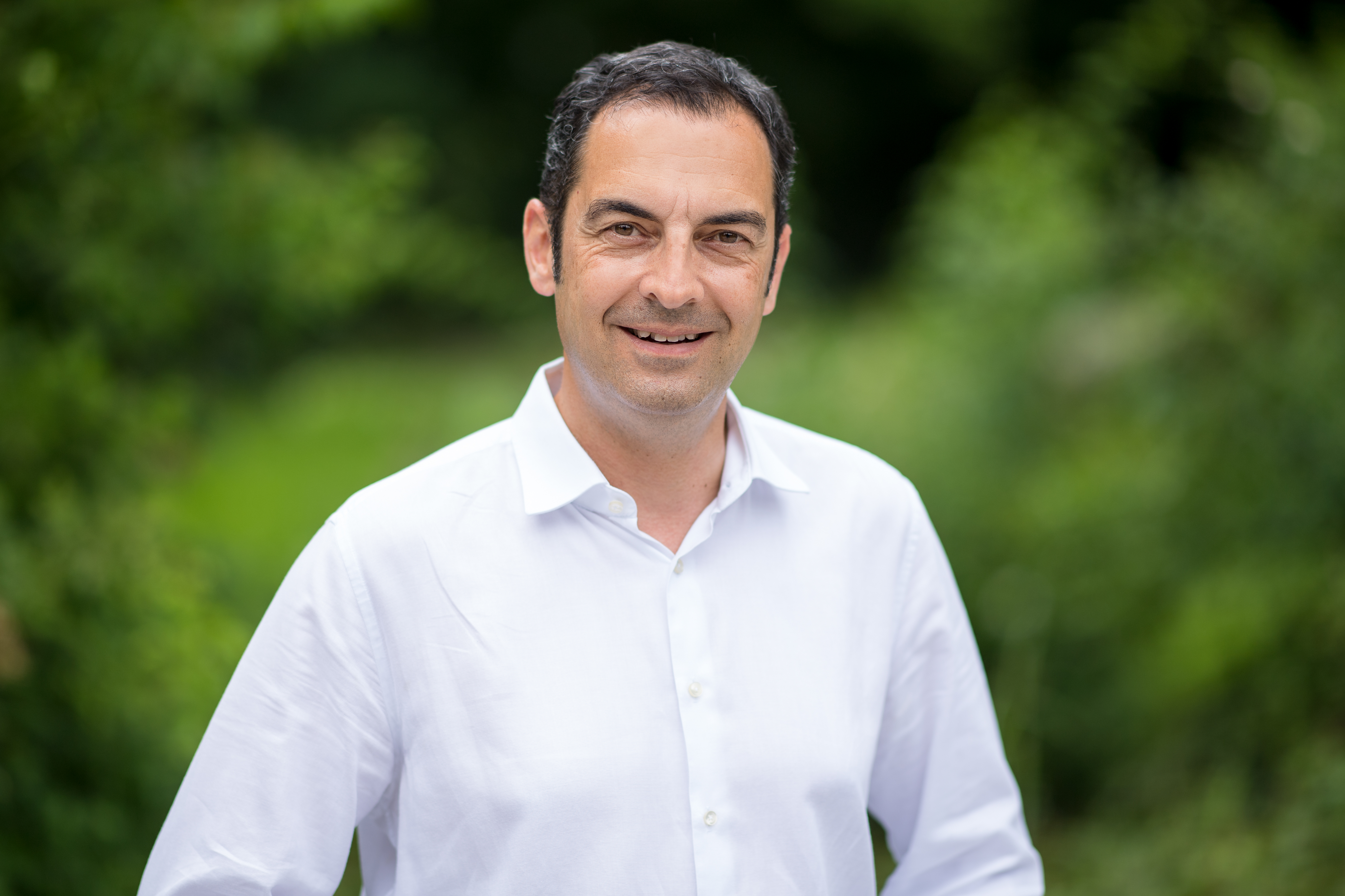
Rasem Baban (* 1966)

- Babangida, Haruna (* 1982), nigerianischer Fußballspieler
- Babangida, Ibrahim (* 1941), nigerianischer Offizier, Politiker und Präsident von Nigeria
- Babangida, Tijani (* 1973), nigerianischer Fußballspieler
- Babanin, Maxim Igorewitsch (* 1988), russischer Boxer
- Babanina, Swetlana Wiktorowna (* 1943), sowjetisch-russische Schwimmerin
- Babanitz, Franz (1920–1991), österreichischer Politiker (SPÖ), Landtagsabgeordneter, Abgeordneter zum Nationalrat
- Babanow, Ömürbek (* 1970), kirgisischer Parteipolitiker, Öl-Unternehmer
- Babanow, Waleri Pawlowitsch (* 1964), russischer Bergsteiger
- Babaoğlu, Benhur (* 1970), türkischer Fußballspieler, Fußballtrainer
- Babaoğlu, Mustafa Tahir (* 1992), türkischer Fußballspieler
- Babaoglu-Marx, Alparslan (* 1964), türkisch-deutscher Kabarettist, Buchautor, Integrations-Aktivist und Initiator des D-Länder-Projekts
- Babar, Lalita (* 1989), indische Leichtathletin
- Babara, Alexander, moldawisch-US-amerikanischer Schauspieler in Film und Fernsehen
- Babarczy, Anton von (1813–1881), Jurist und Politiker
- Babarczy, Emmerich von (1818–1881), österreichischer Feldmarschalleutnant und Publizist
- Babareka, Adam (1899–1938), belarussischer Lyriker und Schriftsteller
- Babarskas, Gerdas (* 1994), litauischer Handballspieler
- Babarskas, Povilas (* 1988), litauischer Handballspieler und -trainer
- Babaryka, Iwan (* 1982), ukrainischer Marathonläufer
- Babaryka, Wiktar (* 1963), belarussischer Bankmanager und PolitikerWiktar Babaryka (* 1963)

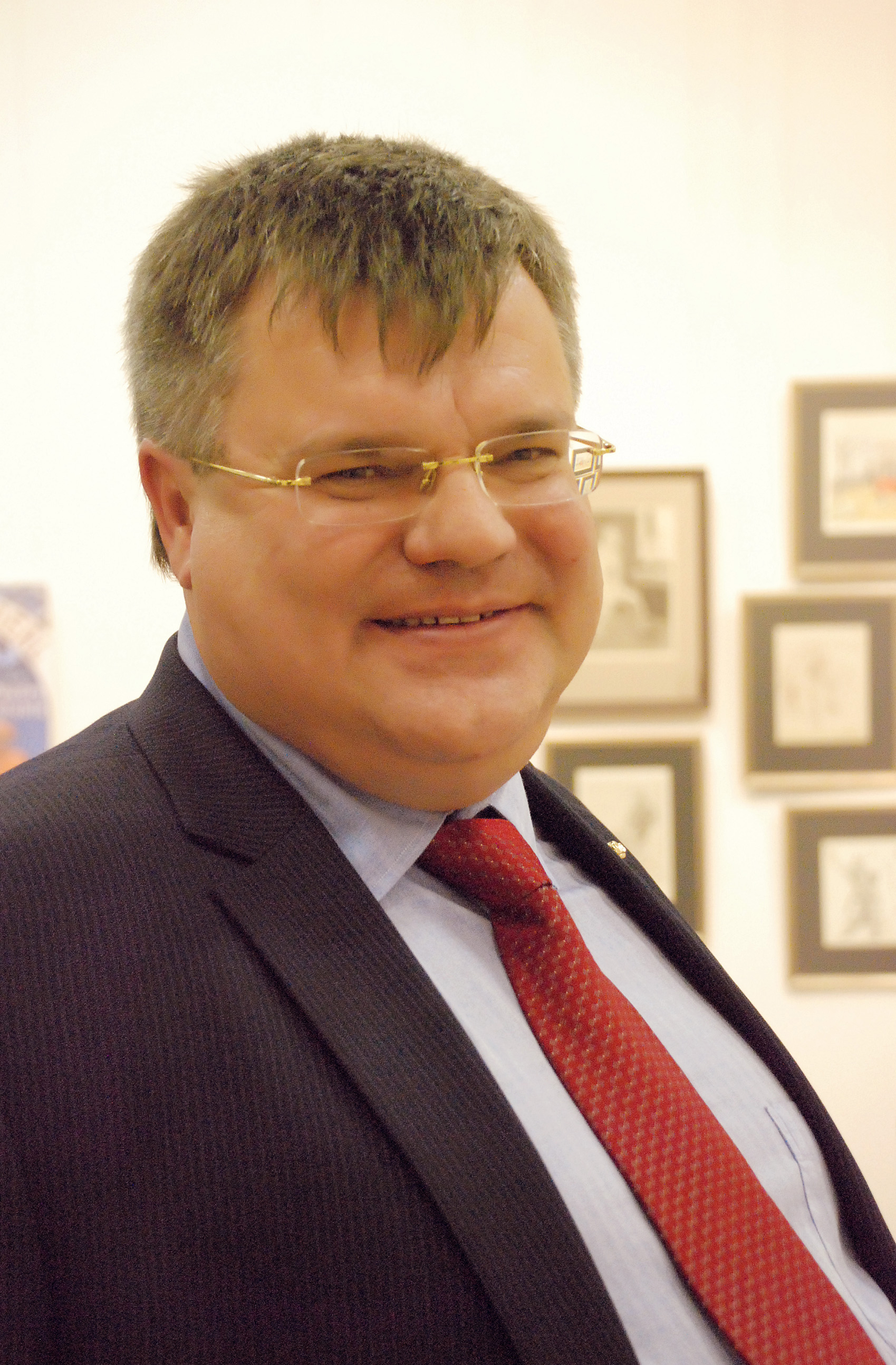
Wiktar Babaryka (* 1963)

- Babaschow, Leonid Iwanowitsch (* 1966), russischer Politiker (Einiges Russland), Abgeordneter der Staatsduma
- Babasha (* 2002), rumänischer Manele-Sänger
- Babashli, Nahide (* 1996), türkische Popsängerin und Songwriterin
- Babashoff, Jack (* 1955), US-amerikanischer Schwimmer
- Babashoff, Shirley (* 1957), US-amerikanische Schwimmerin
- Babasin, Harry (1921–1988), US-amerikanischer Jazzmusiker (Kontrabass, auch Cello)
- Babatha, jüdische Frau
- Babatundé Olofindji, Razaki († 2024), beninischer Geschäftsmann
- Babatunde, Abioun (* 1994), nigerianischer Fußballspieler
- Babatunde, Michel (* 1992), nigerianischer Fußballspieler
- Babatundé, Obba (* 1951), US-amerikanischer Schauspieler
- Babatz, Christof (* 1974), deutscher FußballspielerChristof Babatz (* 1974)

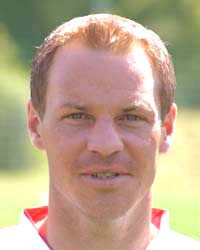
Christof Babatz (* 1974)

- Babauczek, Eduard (1925–1968), österreichischer Fußballschiedsrichter
- Babault, Anne-Laure (* 1982), französische Politikerin
- Babauta, Juan (* 1953), US-amerikanischer Politiker der Nördlichen Marianen
- Babayan, Sergei (* 1961), armenisch-US-amerikanischer Pianist und Klavierlehrer
- Babayaro, Celestine (* 1978), nigerianischer Fußballspieler
- Babayaro, Emmanuel (* 1976), nigerianischer Fußballer und Sportfunktionär
- Babayev, Andrey (1923–1964), armenisch-sowjetischer Komponist
- Babayev, Çingiz (1964–1995), aserbaidschanischer Offizier, Nationalheld
- Babayev, Nazim (* 1997), aserbaidschanischer Leichtathlet
- Babayev, Rəşad (* 1981), aserbaidschanischer Schachspieler
- Babayeva, Səbinə (* 1979), aserbaidschanische Sängerin
- Babaýew, Suhan (1910–1995), turkmenischer Politiker
- Babaýewa, Tagan (1915–1995), turkmenisch-sowjetische Politikerin

### Babb
- Babb, Chris (* 1990), US-amerikanischer Basketballspieler
- Babb, Phil (* 1970), irischer Fußballspieler
- Babb, Sanora (1907–2005), US-amerikanische Autorin, Journalistin und Poetin
- Babb-Sprague, Kristen (* 1968), US-amerikanische Synchronschwimmerin
- Babba, Aliyu (1808–1859), Sultan von Sokoto in Nigeria
- Babbage, Charles (1791–1871), englischer Mathematiker, Philosoph, Erfinder und Politischer Ökonom
- Babbage, Dennis (1909–1991), britischer Mathematiker und Kryptoanalytiker
- Babbel, Markus (* 1972), deutscher Fußballspieler und -trainerMarkus Babbel (* 1972)

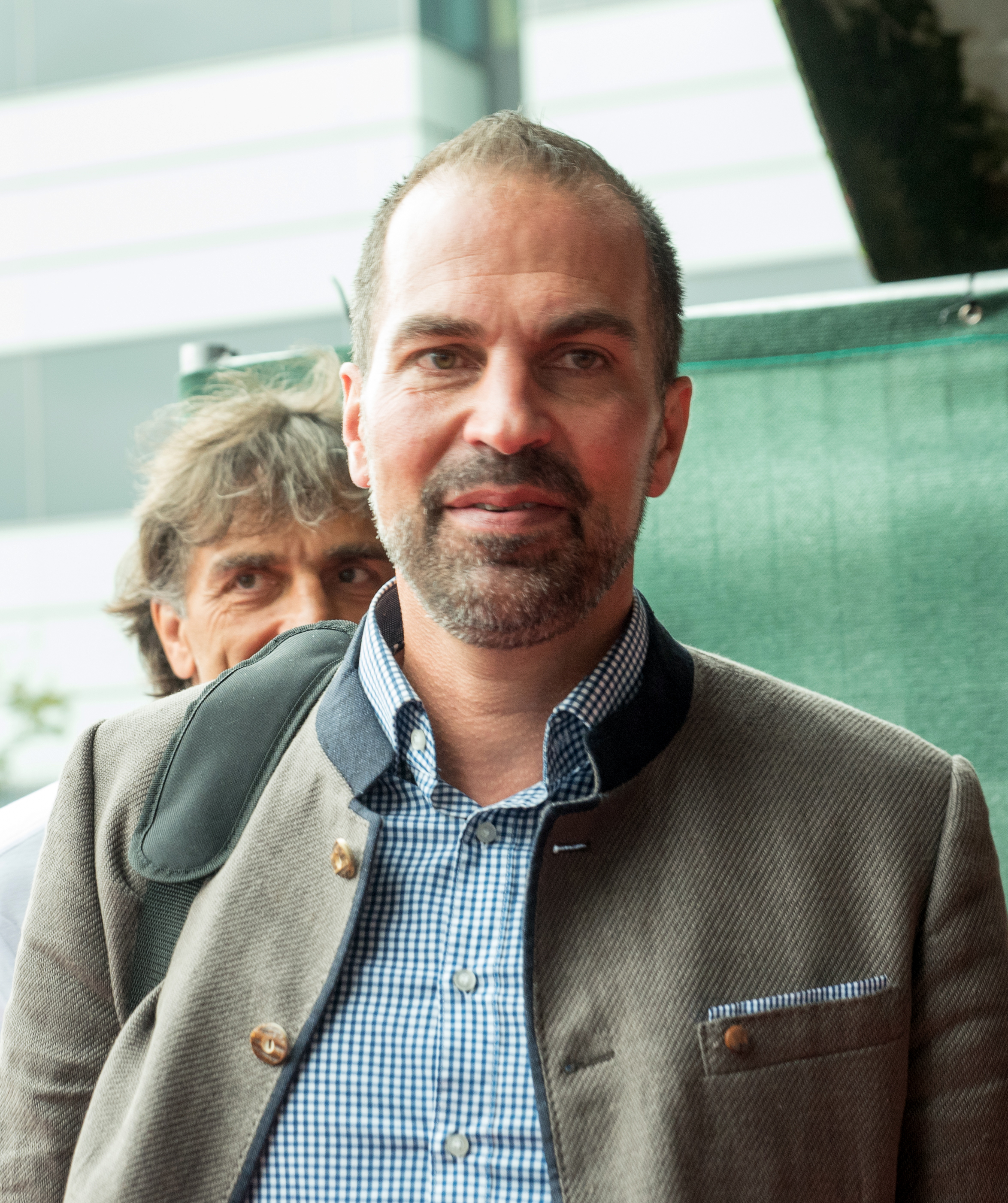
Markus Babbel (* 1972)

- Babberger, August (1885–1936), deutscher Maler des Expressionismus
- Babbi, Cristoforo (1745–1814), italienischer Violinist, Konzertmeister und Komponist
- Babbia Asia, antike römische Steinschneiderin
- Babbin, Jacqueline (1926–2001), US-amerikanische Produzentin und Schriftstellerin
- Babbington, Roy (* 1940), britischer Bassist
- Babbit, Jamie (* 1970), US-amerikanische Filmregisseurin, Drehbuchautorin und Filmproduzentin
- Babbitt, Art (1907–1992), US-amerikanischer Animator
- Babbitt, Ashli († 2021), US-amerikanische Verschwörungsanhängerin und Veteranin der US Air Force
- Babbitt, Bob (1937–2012), US-amerikanischer Bassist und Studiomusiker
- Babbitt, Bruce (* 1938), US-amerikanischer Politiker (Demokratische Partei)
- Babbitt, Clinton (1831–1907), US-amerikanischer Politiker
- Babbitt, Dinah (1923–2009), US-amerikanisch-tschechische Malerin und Bildhauerin
- Babbitt, Edwin B. (1862–1939), US-amerikanischer Offizier, Generalmajor der US Army
- Babbitt, Elijah (1795–1887), US-amerikanischer Politiker
- Babbitt, Frank Cole (1867–1935), US-amerikanischer Klassischer Philologe
- Babbitt, George T. junior (* 1942), US-amerikanischer General der US-Luftwaffe
- Babbitt, Harry (1913–2004), US-amerikanischer Bigbandsänger
- Babbitt, Irving (1865–1933), US-amerikanischer Romanist und Schriftsteller
- Babbitt, Isaac (1799–1862), US-amerikanischer Goldschmied und Metallurg
- Babbitt, Luke (* 1989), US-amerikanischer Basketballspieler
- Babbitt, Milton (1916–2011), US-amerikanischer Mathematiker und Komponist
- Babbitt, Natalie (1932–2016), US-amerikanische Schriftstellerin und Kinderbuch-Illustratorin
- Babbitt, Tabitha (1779–1853), US-amerikanische Werkzeugmacherin und Erfinderin
- Babbius Regilus, Gaius, antiker römischer Steinschneider
- Babbo, Giada (* 1997), italienische Handballspielerin

### Babc
- Babčáková, Simona (* 1973), tschechische Schauspielerin
- Babcock, Alfred (1805–1871), US-amerikanischer Politiker
- Babcock, Alpheus (1785–1842), amerikanischer Klavierbauer
- Babcock, Barbara (* 1937), US-amerikanische Schauspielerin
- Babcock, Bruce, US-amerikanischer Agrarökonom
- Babcock, Carolin (1912–1987), US-amerikanische Tennisspielerin
- Babcock, Conrad S. Jr. (1904–1979), US-amerikanischer Offizier, Generalmajor der US-Army
- Babcock, Courtney (* 1972), kanadische Mittel- und Langstreckenläuferin
- Babcock, Fay (1895–1970), US-amerikanische Szenenbildnerin beim Film
- Babcock, George (1832–1893), US-amerikanischer Erfinder des Wasserrohrkessels
- Babcock, Harold D. (1882–1968), US-amerikanischer Astronom
- Babcock, Harry (1890–1965), US-amerikanischer Stabhochspringer
- Babcock, Harry (1930–1996), US-amerikanischer American-Football-Spieler
- Babcock, Horace Welcome (1912–2003), US-amerikanischer Astronom
- Babcock, John C. (1836–1908), amerikanischer Ruderer, Sportfunktionär, Architekt, Geheimdienstoffizier im Bürgerkrieg
- Babcock, Joseph W. (1850–1909), US-amerikanischer Politiker
- Babcock, Leander (1811–1864), US-amerikanischer Jurist und Politiker
- Babcock, Loren (* 1961), US-amerikanischer Paläontologe und Geologe
- Babcock, Mabel Keyes (1862–1931), US-amerikanische Architektin, Landschaftsarchitektin und Professorin für Architektur
- Babcock, Mike (* 1963), kanadischer Eishockeytrainer
- Babcock, Robert S. (1915–1985), US-amerikanischer Politiker
- Babcock, Stephen Moulton (1843–1931), US-amerikanischer Agrikulturchemiker
- Babcock, Tim M. (1919–2015), US-amerikanischer Politiker
- Babcock, Wealthy (1895–1990), US-amerikanische Mathematikerin und Hochschullehrerin
- Babcock, William (1785–1838), US-amerikanischer Politiker
- Babcock, William Wayne (1872–1963), US-amerikanischer Mediziner und Wissenschaftler

### Babe
- Babe, Fabienne (* 1962), französische Filmschauspielerin
- Babej, Marc Erwin (* 1970), deutsch-US-amerikanischer Fotograf
- Bábek, Tomáš (* 1987), tschechischer Radsportler
- Babekir Zêbarî, ranghöchster Oberbefehlshaber der irakischen Armee
- Babel, Alexandre (* 1980), Schweizer Musiker
- Bábel, Balázs (* 1950), ungarischer römisch-katholischer Geistlicher und Erzbischof von Kalocsa-Kecskemét
- Babel, Gisela (* 1938), deutsche Politikerin (FDP), MdL, MdB
- Babel, Günther (* 1952), deutscher Politiker (CSU), MdL
- Babel, Isaak Emmanuilowitsch (1894–1940), russischer Journalist und Autor jüdischer HerkunftIsaak Emmanuilowitsch Babel (1894–1940)

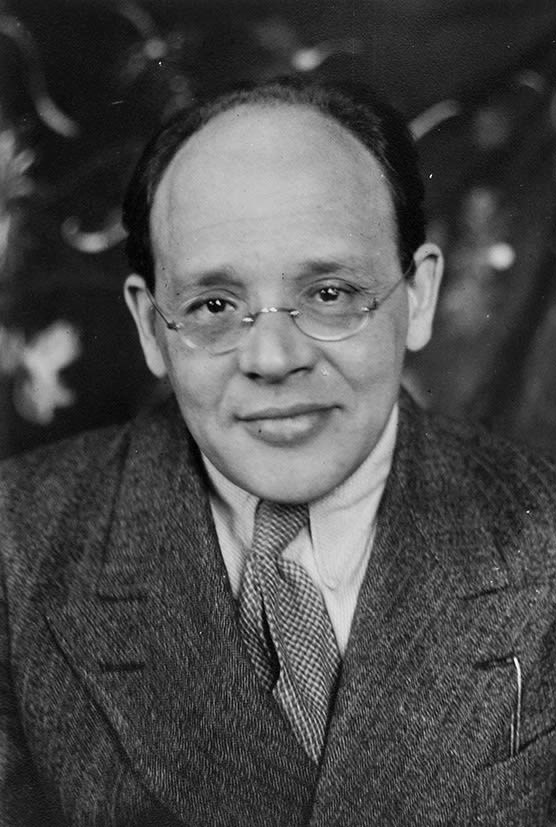
Isaak Emmanuilowitsch Babel (1894–1940)

- Babel, Johann Baptist (1716–1799), deutsch-schweizerischer Bildhauer, Stuckateur und Altarbauer
- Babel, Kurt (1897–1968), sudetendeutscher politischer Funktionär (KSC)
- Babel, Lee (* 1940), deutsche Keramikerin
- Babel, Louis-François (1826–1912), Schweizer Missionar
- Babel, Meike (* 1974), deutsche Tennisspielerin
- Babel, Nathalie (1929–2005), US-amerikanische Herausgeberin und Hochschullehrerin
- Babel, Nikolaus (1643–1728), deutscher Bildhauer
- Babel, Nina (* 1971), deutsche Ärztin und Wissenschaftlerin
- Babel, Océane (* 2004), französische Tennisspielerin
- Babel, Pierre Edme (1719–1775), französischer Maler, Kupferstecher und Bildschnitzer
- Babel, Rainer (* 1955), deutscher Historiker
- Babel, Ryan (* 1986), niederländisch-surinamischer FußballspielerRyan Babel (* 1986)

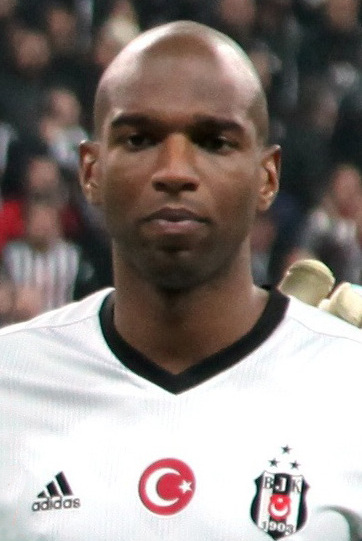
Ryan Babel (* 1986)

- Babel, Ulrich (1931–2011), deutscher Bodenkundler
- Babel, Zoro (* 1967), deutscher Komponist und Musiker
- Babelis, Tadas (* 1997), litauischer Tennisspieler
- Babelitsch, Johann Michael († 1781), Stuckateur
- Babelon, Ernest (1854–1924), französischer Numismatiker und Klassischer Archäologe
- Babelon, Jean (1889–1978), französischer Numismatiker
- Baben der Erde, Philipp (* 1981), deutscher Fotograf, Kameramann und Regisseur
- Babenberg, Gertrud von († 1241), durch Heirat Landgräfin von Thüringen
- Babenberg, Peter (1461–1545), Abt des regulierten Chorherrenstifts Kreuzlingen (1497–1545)
- Babenco, Héctor (1946–2016), argentinisch-brasilianischer Filmregisseur
- Babendererde, Andreas (1962–2024), deutscher Fußballspieler
- Babendererde, Antje (* 1963), deutsche Schriftstellerin
- Babendererde, Cornell (* 1971), deutsche Politikerin (CDU), MdB
- Babendererde, Paul (1878–1953), deutscher Postbeamter, Historiker und Autor
- Babendererde, Paul (1883–1959), deutscher Buchhändler und Antiquar
- Babendreier, Jürgen (* 1942), deutscher Bibliothekar
- Babenko, Dmitri (* 1985), kasachischer Eisschnellläufer
- Babenko, Juri Iwanowitsch (* 1978), russischer Eishockeyspieler
- Babenstuber, Ludwig (1660–1726), deutscher Benediktiner und Professor an der Salzburger Universität
- Baber, Alice (1928–1982), US-amerikanische Malerin
- Baber, Zonia (1862–1956), US-amerikanische Geologin und Hochschullehrerin
- Baberg, Heinz (1927–1983), deutscher Politiker (SPD), MdL
- Baberowski, Jörg (* 1961), deutscher Historiker und GewaltforscherJörg Baberowski (* 1961)

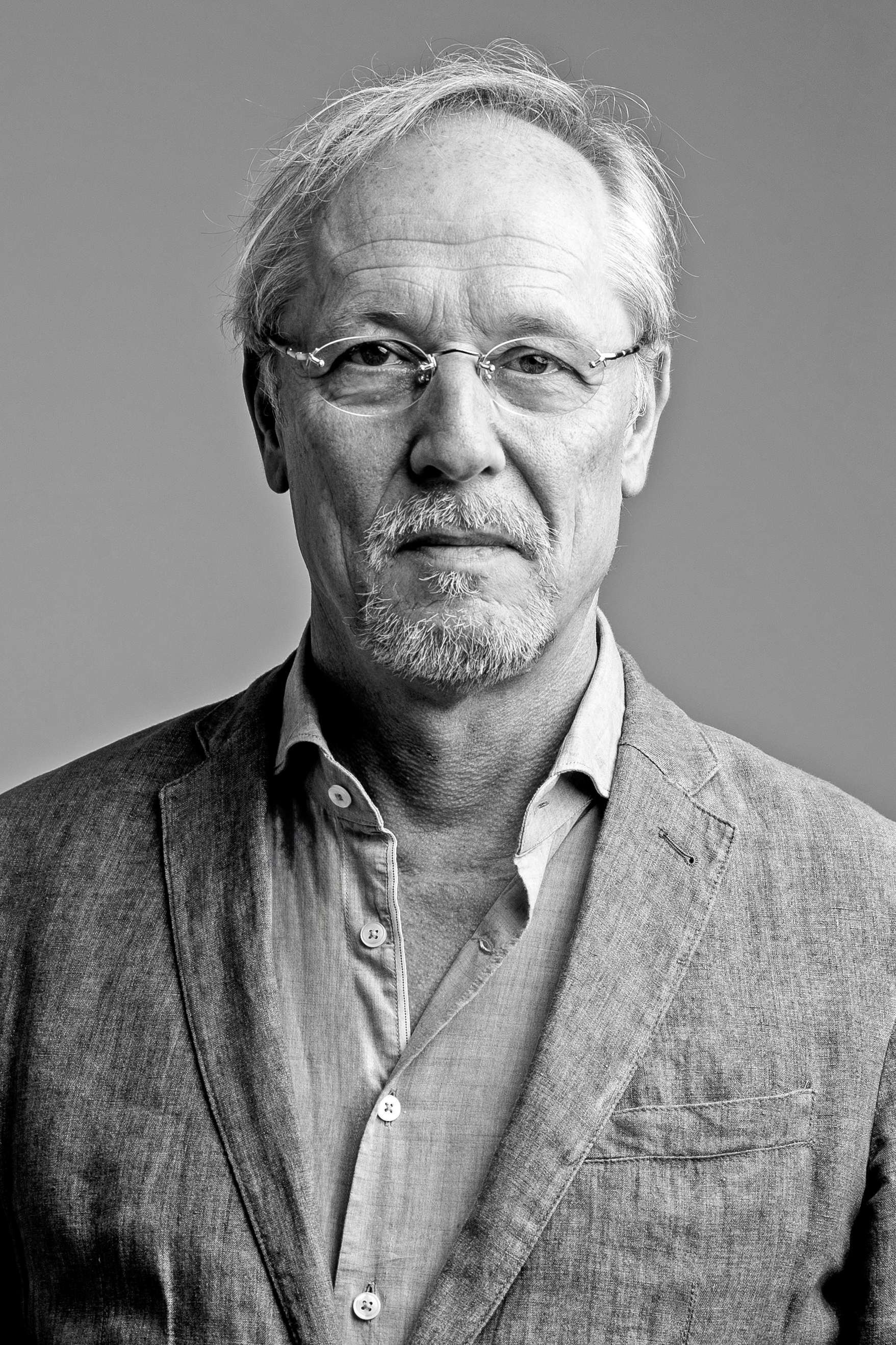
Jörg Baberowski (* 1961)

- Babers, Alonzo (* 1961), US-amerikanischer Leichtathlet und Olympiasieger
- Baberske, Robert (1900–1958), deutscher Kameramann
- Babeș, Victor (1854–1926), rumänischer Pathologe
- Babeș, Vincențiu (1821–1907), rumänischer Jurist, Politiker und Publizist
- Babeuf, François Noël (1760–1797), französischer Agitator und JournalistFrançois Noël Babeuf (1760–1797)

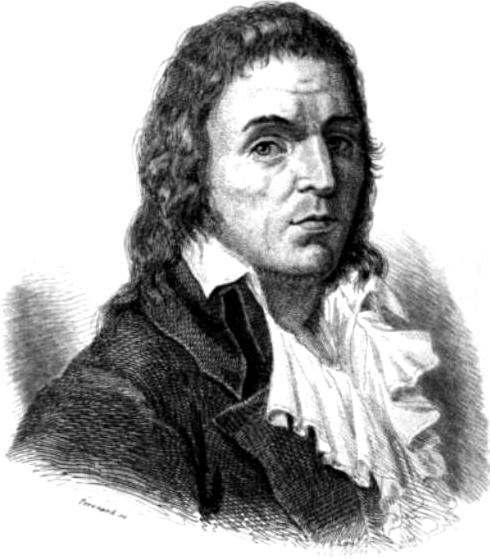
François Noël Babeuf (1760–1797)

- Babezkaja, Iryna (* 1986), belarussische Biathletin
- Babezki, Jefim Moissejewitsch (1860–1916), russischer Dramaturg, Übersetzer von Dramen, Theaterkritiker und Librettist

### Babi
- Babi, Marek Maria Karol (* 1975), polnischer altkatholischer Pfarrer, Bischof der Mariavitenkirche
- Babi, Parveen (1954–2005), indische Schauspielerin
- Babi, Sanem (* 1999), türkische Schauspielerin
- Babiaková, Ulrika (1976–2002), slowakische Astronomin und Asteroidenentdeckerin
- Babiaková, Zuzana (* 1978), slowakische Eiskunstläuferin
- Babias, Marius (* 1962), Kunstkritiker, Autor und Kurator
- Babiasch, Otto (* 1937), deutscher Boxer
- Babić, Andrej, kroatischer Komponist
- Babić, Armin (* 1985), bosnisch-herzegowinischer Naturbahnrodler
- Babić, Bekim (* 1975), bosnisch-jugoslawischer Skilangläufer
- Babić, Boris (* 1997), schweizerisch-serbischer Fußballspieler
- Babić, Branko (* 1950), serbischer Fußballspieler und -trainer
- Babić, Dejan (* 1995), serbischer Handballspieler
- Babić, Golub (1824–1910), bosnisch-serbischer Rebellenkommandant und Wojwode
- Babić, Kristian (* 1997), kroatischer Fußballspieler
- Babić, Ljubo (1890–1974), kroatischer Künstler
- Babić, Marko (* 1981), kroatischer Fußballspieler und -trainer
- Babić, Mijo (1903–1941), Funktionär und Lagerbeauftragter der Ustascha
- Babić, Milan (1956–2006), serbischer Politiker, Kriegsverbrecher und Präsident der Republik Serbische KrajinaMilan Babić (1956–2006)

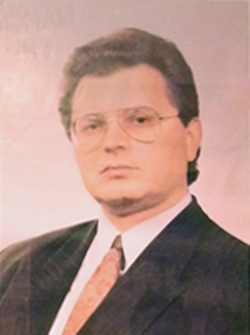
Milan Babić (1956–2006)

- Babić, Miloš (* 1988), serbischer Eishockeyspieler
- Babic, Oliver (* 1994), dänischer Badmintonspieler
- Babić, Renato (* 2002), kroatischer Fußballspieler
- Babic, Safet (* 1981), deutscher Politiker (NPD)
- Babić, Saša (* 1965), serbischer Handballspieler und -trainer
- Babić, Srđan (* 1996), serbischer Fußballspieler
- Babić, Stjepan (1925–2021), jugoslawischer bzw. kroatischer Kroatist und Linguist
- Babič, Urška (* 1987), slowenische Pianistin und Klavierpädagogin
- Babić, Veljko (1910–1997), jugoslawischer Priester der Serbisch-Orthodoxen Kirche, Opfer des Nationalsozialismus
- Babić, Vladica (* 1995), montenegrinische Tennisspielerin
- Babić, Željko (* 1972), kroatischer Handballspieler und -trainer
- Babić, Zvonimir (* 1995), kroatischer Tennisspieler
- Babica, Radosław (* 1979), polnischer Poolbillardspieler
- Babich, Babette (* 1956), US-amerikanische Philosophin und Hochschullehrerin
- Babich, Georg von (1826–1890), österreichischer Feldmarschallleutnant
- Babici, Ion (* 1973), moldauischer Politiker (PAS)
- Babicky, Gina (* 1993), österreichische Fußballspielerin
- Babicz, Robert (* 1973), polnischer Techno-MusikerRobert Babicz (* 1973)

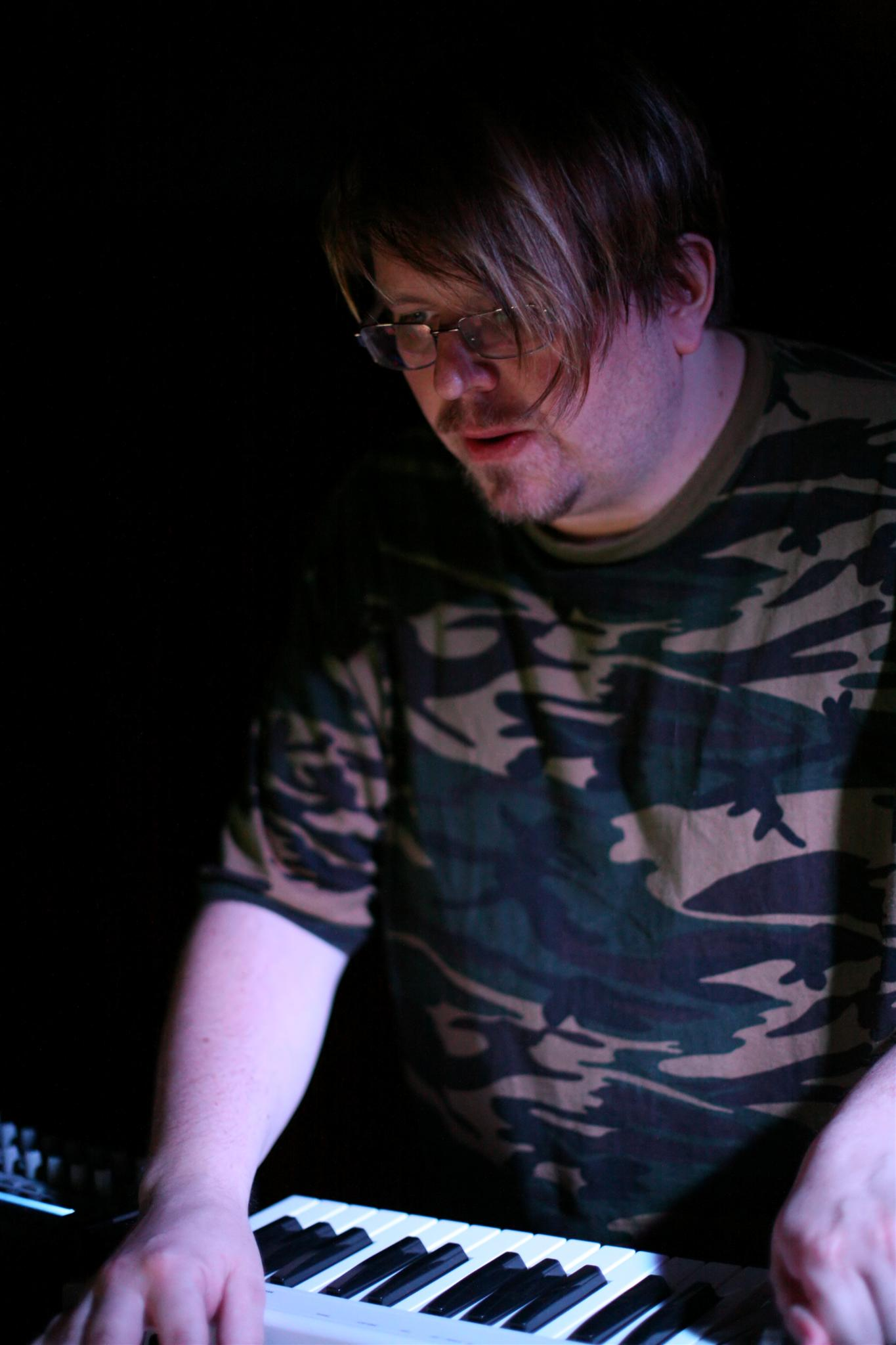
Robert Babicz (* 1973)

- Bábiczki, Boglárka (* 1981), ungarische Jazzsängerin
- Babiel, Rolf (1952–2009), deutsch-US-amerikanischer Gastronom
- Babii, Sorin (* 1963), rumänischer Sportschütze
- Babik, Adeodatus (1738–1825), armenisch-katholischer Ordensgeistlicher und erster Generalabt der Mechitaristen von Wien
- Babik, Adrianna (1979–2021), polnische Biathletin
- Babik, Alfons (* 1946), deutscher Fußballspieler
- Babik, Marcel (* 1961), deutscher Fußballspieler
- Babik, Roman (* 1981), deutscher Jazzmusiker (Piano, Arrangement)
- Babiker, Mohamed Abdelsalam, sudanesischer Rechtswissenschaftler und Menschenrechtsexperte
- Babikov, Ivan (* 1980), kanadischer, früher russischer Skilangläufer
- Babikow, Anton Igorewitsch (* 1991), russischer Biathlet
- Babil, Nana Kofi (* 2002), ghanaischer Fußballspieler
- Babilas, Wolfgang (1929–2016), deutscher Romanist und Literaturwissenschaftler
- Babilius, Vincas (* 1966), litauischer Politiker
- Babilius, Vincas Kęstutis (1937–2003), litauischer Politiker, Mitglied des Seimas
- Babillotte, Arthur (1887–1916), Journalist, Schriftsteller und Dramatiker
- Babilon, Julia (* 1984), deutsche Tennisspielerin
- Babilon, Theodor (1899–1945), deutscher Widerstandskämpfer
- Babilonia, Tai (* 1960), US-amerikanische Eiskunstläuferin
- Babin, Beatrice (* 1964), deutsche Filmeditorin
- Babin, Brian (* 1948), US-amerikanischer Politiker der Republikanischen Partei
- Babin, Jean (1905–1978), französischer Romanist und Dialektologe
- Babin, Nils (* 1987), deutscher Handballtorwart
- Babin, Victor (1908–1972), russisch-amerikanischer Pianist und Komponist
- Babineaux, Jonathan (* 1981), US-amerikanischer American-Football-Spieler
- Babineaux, Ricky (* 1990), US-amerikanischer Sprinter
- Babinet, Jacques (1794–1872), französischer Physiker
- Babinetz, Piotr (* 1969), polnischer Politiker, Mitglied des Sejm
- Babinez, Sergei Sergejewitsch (* 1988), russischer Jurist, Menschenrechtler
- Babinger, Franz (1891–1967), deutscher Historiker und Orientalist, besonders Osmanist
- Babington, Anthony (1561–1586), englischer Verschwörer
- Babington, Carlos (* 1949), argentinischer Fußballspieler und -funktionärCarlos Babington (* 1949)

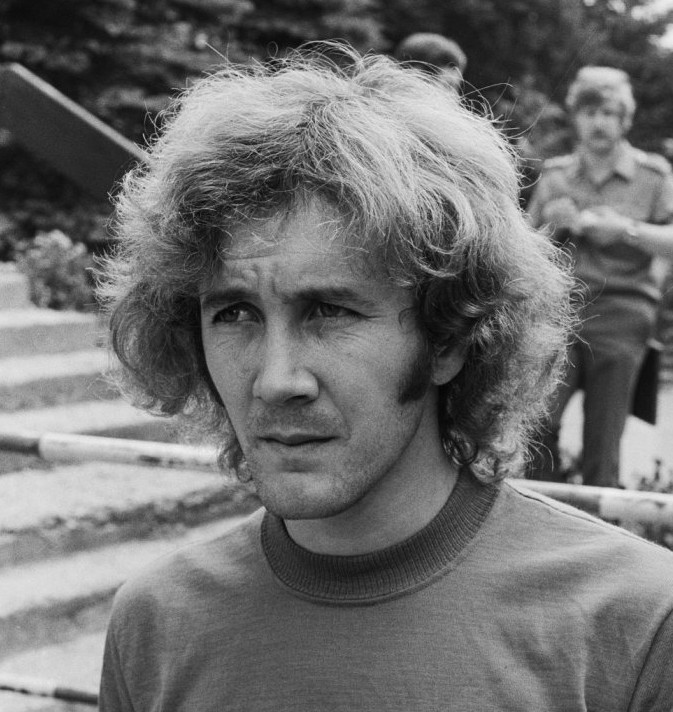
Carlos Babington (* 1949)

- Babington, Charles Cardale (1808–1895), britischer Botaniker und Archäologe
- Babington, Churchill (1821–1889), britischer Geistlicher, Altphilologe, Archäologe, Malakologe, Ornithologe und Botaniker
- Babington, John († 1485), englischer Ritter
- Babington, William (1756–1833), britischer Mediziner und Mineraloge
- Babini, Battista (* 1939), italienischer Radrennfahrer
- Babini, Fabio (* 1969), italienischer Automobilrennfahrer
- Babini, Giacomo (1929–2021), italienischer Geistlicher, römisch-katholischer Bischof von Grosseto
- Babini, José (1897–1984), argentinischer Wissenschaftshistoriker und Mathematiker
- Babinicz, Waldemar (1902–1969), polnischer Schriftsteller und Publizist
- Babiniotis, Georgios (* 1939), griechischer Sprachwissenschaftler, Philologe und Lexikograph
- Babinow, Artemi Safronowitsch, russischer Entdecker
- Babinow, Sergei Pantilimonowitsch (* 1955), russischer Eishockeyspieler
- Babiński, Andrzej (1938–1984), polnischer Lyriker
- Babinski, Henri (1855–1931), französischer Kochbuchautor
- Babinski, Joseph (1857–1932), polnisch-französischer NeurologeJoseph Babinski (1857–1932)

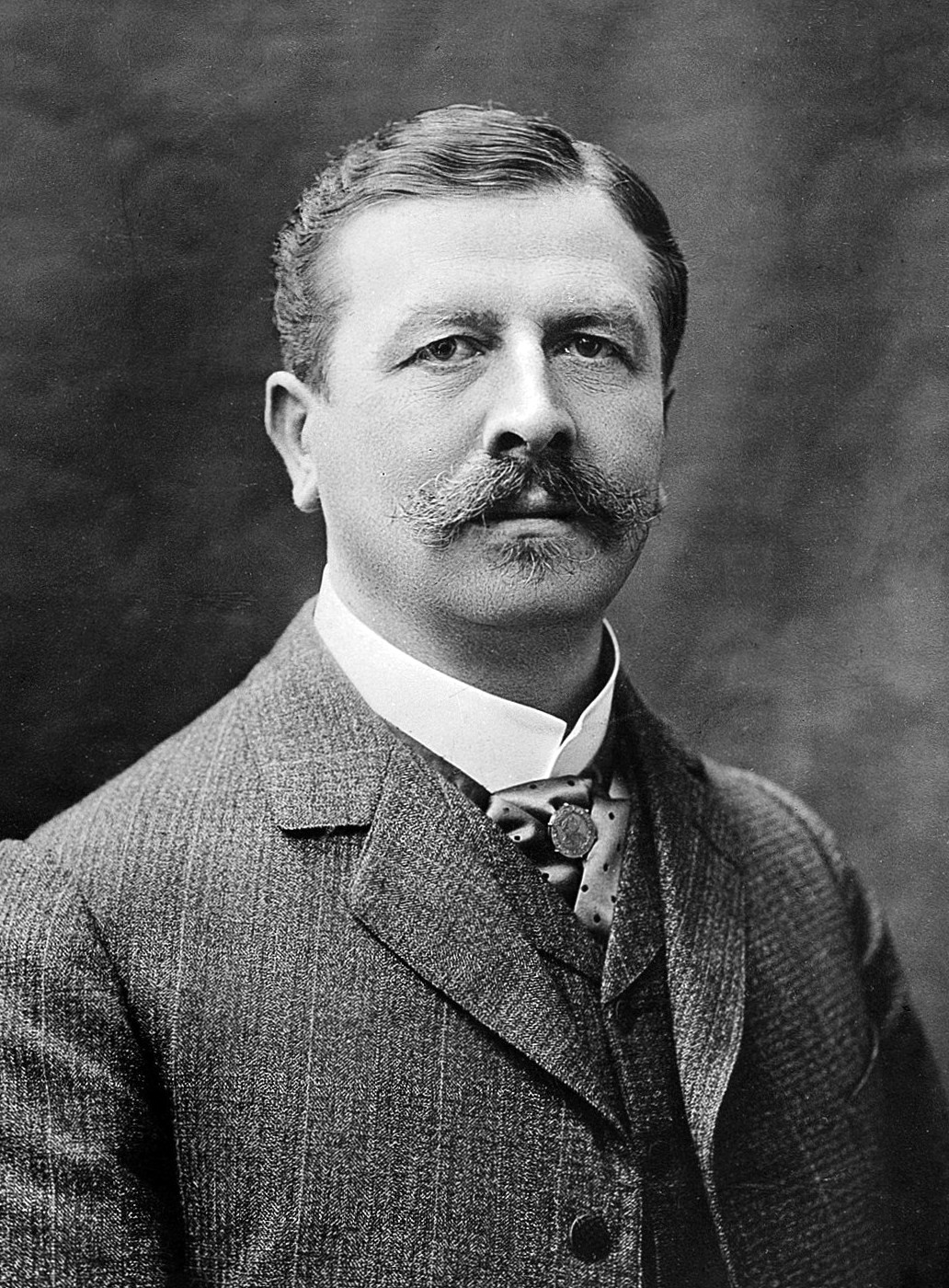
Joseph Babinski (1857–1932)

- Babinski, Ludwig (1909–1990), österreichischer Orchesterleiter, Komponist, Arrangeur, Jazz- und Unterhaltungsmusiker
- Babinsky, Margarete, österreichische Pianistin
- Babinsky, Stefan (* 1996), österreichischer Skirennläufer
- Babinsky, Wenzel (1796–1879), böhmischer Räuber
- Babinzewa, Alexandra Iwanowna (* 1993), russische Judoka
- Bəbirov, Adil (1934–2021), aserbaidschanischer Komponist, Musikpädagoge und Toningenieur
- Babiš, Andrej (* 1954), tschechischer Unternehmer und Politiker slowakischer HerkunftAndrej Babiš (* 1954)

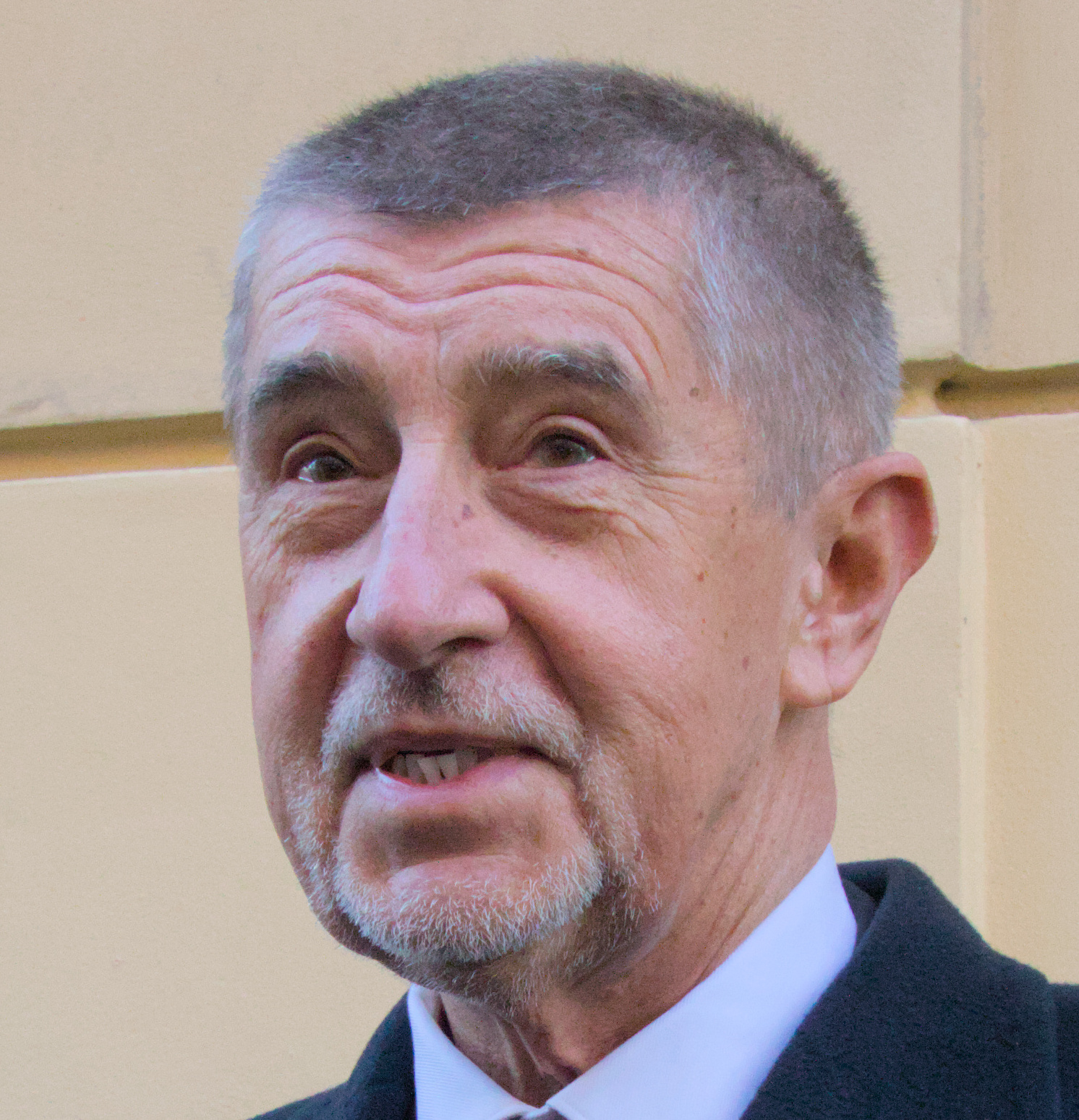
Andrej Babiš (* 1954)

- Babiš, Emil (1956–2020), tschechoslowakischer Skispringer
- Babits, Laslo (1958–2013), kanadischer Speerwerfer
- Babits, Mihály (1883–1941), ungarischer Dichter, Übersetzer und Publizist
- Babitsch, Iskra Leonidowna (1932–2001), sowjetische bzw. russische Filmregisseurin und Drehbuch-Autorin
- Babitsch, Jewgeni Makarowitsch (1921–1972), sowjetischer Eishockeyspieler
- Babitsch, Leopold (1903–1960), österreichischer Politiker (STVP, ÖVP), Präsident des Bundesrates
- Babitsch, Magda (1908–1981), österreichische Lehrerin und Schriftstellerin
- Babitsch, Swetlana Wladimirowna (* 1947), sowjetisch-russische Speerwerferin
- Babitschau, Maksim (* 1986), belarussischer Handballspieler
- Babitz, Eve (1943–2021), US-amerikanische Künstlerin und Autorin
- Babitz, Sol (1911–1982), US-amerikanischer Musikwissenschaftler und Violinist im Bereich historische Aufführungspraxis
- Babiuc, Victor (1938–2023), rumänischer Jurist und Politiker
- Babiuch, Edward (1927–2021), polnischer Politiker, Mitglied des Sejm, Ministerpräsident von Polen im Jahre 1980

### Babj
- Babjak, Ján (* 1953), slowakischer Ordensgeistlicher, Erzbischof der Erzeparchie Prešov

### Babk
- Babka, Anna (* 1962), österreichische Literatur- und Kulturwissenschaftlerin
- Babka, John J. (1884–1937), US-amerikanischer Politiker (Demokratische Partei)
- Babka, Rink (1936–2022), US-amerikanischer Diskuswerfer
- Babke, Hans-Georg (* 1951), deutscher evangelischer Theologe
- Babkin, Andrei Nikolajewitsch (* 1969), russischer Ingenieur und Kosmonaut
- Babkin, Boris (1877–1950), russisch-britischer in England und Kanada wirkender Physiologe
- Babkin, Sergei Sergejewitsch (* 2002), russischer Fußballspieler
- Babkina, Kateryna (* 1985), ukrainische Dichterin, Schriftstellerin, Dramaturgin und Übersetzerin
- Babkina, Nadeschda Georgijewna (* 1950), sowjetische bzw. russische Altistin und Chorleiterin
- Babko, Anatolij (1905–1968), ukrainisch-sowjetischer Chemiker
- Babkow, Sergei Anatoljewitsch (1967–2023), russischer Basketballspieler und -trainer

### Babl
- Babl, Toni (1906–1936), deutscher Seitenwagenfahrer
- Babla, Anand (1954–2008), fidschianischer Politiker
- Babler, Andreas (* 1973), österreichischer Politiker (SPÖ)Andreas Babler (* 1973)

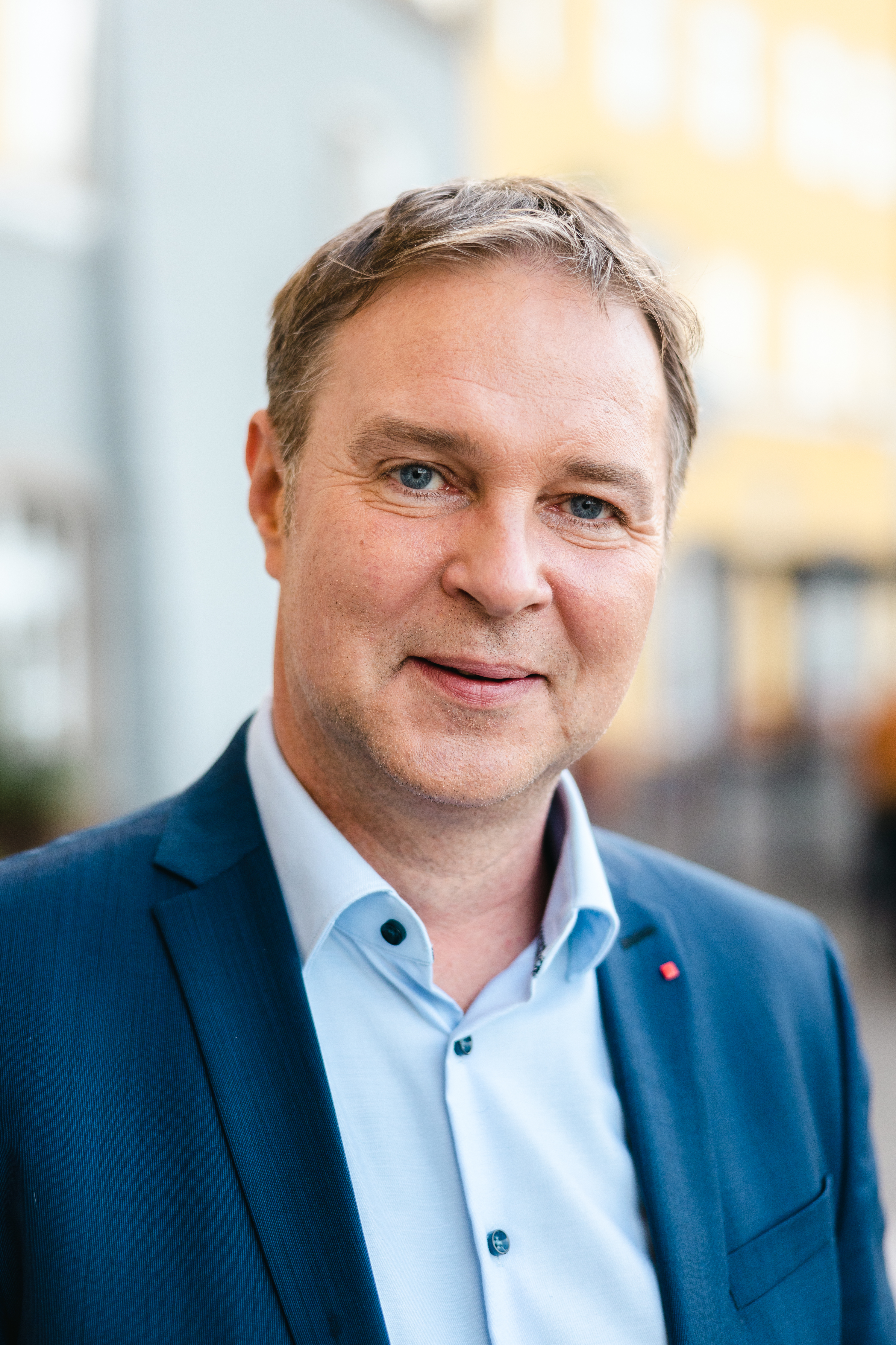
Andreas Babler (* 1973)

- Bäbler, Balbina (* 1967), Schweizer Klassische Archäologin
- Bäbler, Johann Jakob (1836–1900), Schweizer Lehrer und Lokalhistoriker
- Babler, Max (* 1990), österreichischer Fußballspieler und -trainer
- Babler, Otto F. (1901–1984), tschechischer Übersetzer
- Babler, Rudolf (* 1945), österreichischer Fußballspieler
- Bablinska, Gertruda (1902–1995), polnisches Kindermädchen und Gerechte unter den Völkern
- Bablojan, Ara (* 1947), armenischer Pädiater, Politiker, Mitglied der Republikanischen Partei Armeniens und seit Mai 2017 Präsident der Nationalversammlung der Republik Armenien
- Bablok, Karl-Heinz (* 1956), deutscher Industriemeister und Hobby-Imker
- Babluani, Géla (* 1979), georgischer Regisseur und Drehbuchautor

### Babn
- Babnicova, Diaana (* 2009), britische Schauspielerin
- Babnigg, Anton (1793–1872), österreichischer Theaterschauspieler, Opernsänger (Tenor) sowie Theaterregisseur und -leiter
- Babnik, Gabriela (* 1979), slowenische Schriftstellerin, Literaturkritikerin und Übersetzerin
- Babnis, Maria (1943–2022), polnische Kulturhistorikerin

### Babo
- Babo, August Wilhelm von (1827–1894), deutsch-österreichischer Weinbauforscher
- Babo, Dionísio (* 1966), osttimoresischer Politiker und Diplomat
- Babo, Fritz von (1901–1963), deutscher Agrarwissenschaftler und Hochschullehrer
- Babo, Hugo von (1857–1924), deutscher Jurist und badisches Kabinettsmitglied
- Babo, Ismael da Costa, osttimoresischer Polizist
- Babo, Johann Lambert von (1725–1799), deutscher Stadtschreiber
- Babo, Joseph Marius von (1756–1822), deutscher Schriftsteller
- Babo, Lambert Heinrich von (1818–1899), deutscher Chemiker
- Babo, Lambert Joseph von (1790–1862), deutscher Agronom und Vinologe
- Babo, Marc Landry (* 1991), ivorischer Fußballspieler
- Babo, Paulino Monteiro Soares (* 1962), osttimoresischer Politiker
- Babock, Jochen (* 1953), deutscher Bobfahrer
- Babock, Lutz (* 1962), deutscher Fußballspieler
- Babocsay, Wolfgang von († 1757), österreichischer Generalmajor und Kommandeur des Husaren-Regiments Nr. 12
- Baboi, Marina Andreea (* 1999), rumänische Sprinterin
- Baboie, Ion (* 1914), rumänischer Geher
- Baboin, Robert Ferréol (1901–1982), französischer Bergbauingenieur, Hochschullehrer und Manager in der Montanindustrie
- Babonienė, Ona (* 1950), litauische Politikerin (LSDP)
- Babor, Daniel (* 1999), tschechischer Radsportler
- Babor, Johann (1762–1846), Benediktiner und Hochschullehrer
- Babor, Karl (1918–1964), österreichischer SS-Hauptsturmführer (1944) und Lagerarzt in mehreren Konzentrationslagern
- Babor, Valentina, deutsche Konzertpianistin
- Baborák, Radek (* 1976), tschechischer Musiker und Hornist
- Baborie, Ariana (* 1988), deutsche Moderatorin und Podcasterin
- Baborová-Čiháková, Marie Zdeňka (1877–1937), Die erste tschechische Biologin und Zoologin
- Babos, Gábor (* 1974), ungarischer Fußballtorhüter
- Babos, Gyula (1949–2018), ungarischer Jazzgitarrist
- Babos, Tímea (* 1993), ungarische TennisspielerinTímea Babos (* 1993)

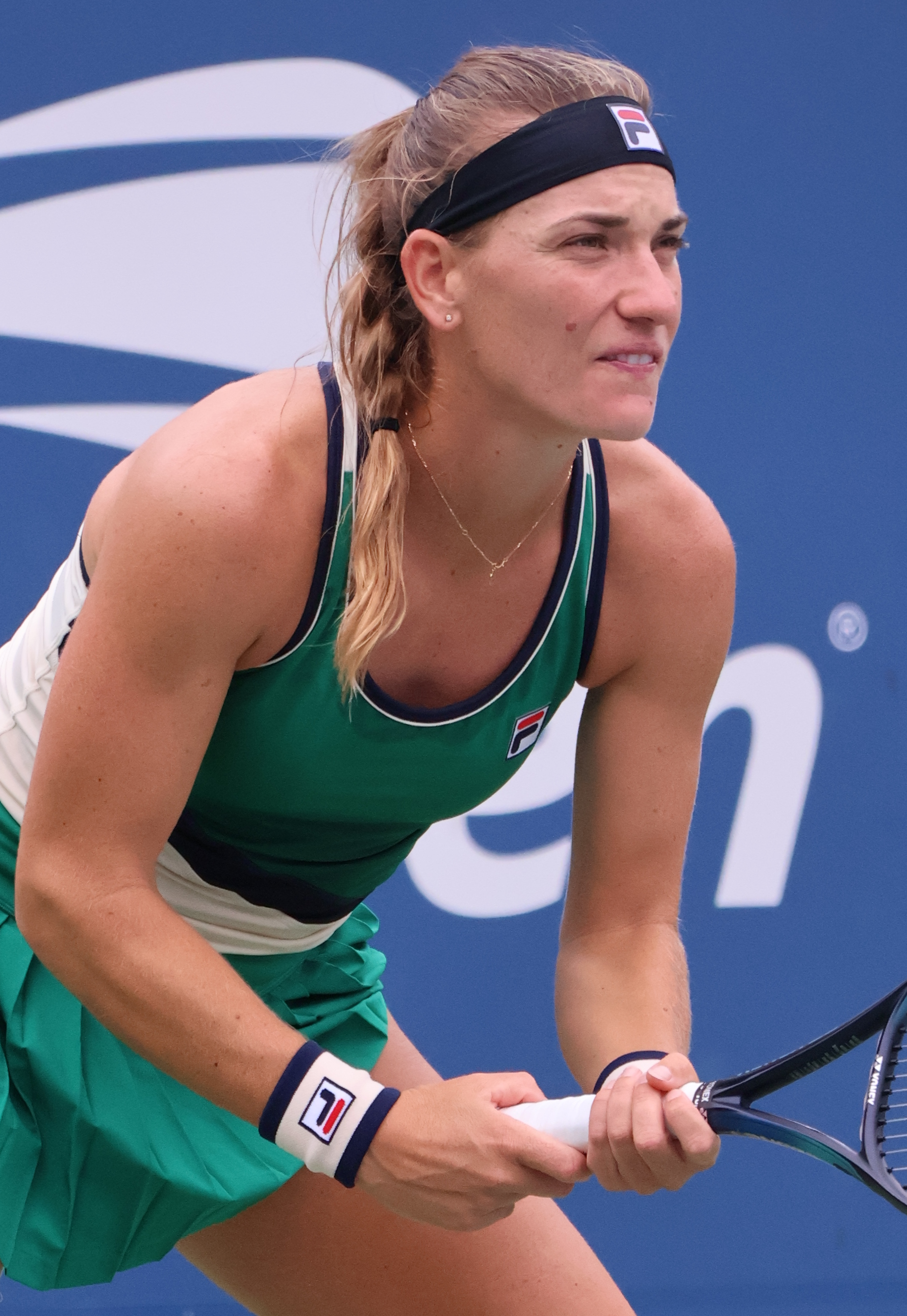
Tímea Babos (* 1993)

- Babot, Jarl Ricardo (* 1945), panamaischer Poet und Dramaturg
- Babot, Joan (1918–1997), spanischer Fußballspieler
- Babot, Pau (* 2003), andorranisch-deutscher Fußballspieler
- Babotschkin, Boris Andrejewitsch (1904–1975), sowjetischer Schauspieler
- Babou de La Bourdaisière, Françoise († 1592), französische Adlige
- Babou de La Bourdaisière, Philibert (1513–1570), Bischof von Angoulême, Bischof von Auxerre, Kardinal
- Babou, Jean (1511–1569), Großmeister der Artillerie von Frankreich
- Babou, Philibert († 1557), Surintendant des Finances
- Baboulet, François (1914–2010), französischer Maler
- Baboumian, Patrik (* 1979), deutscher Kraftsportler und BodybuilderPatrik Baboumian (* 1979)

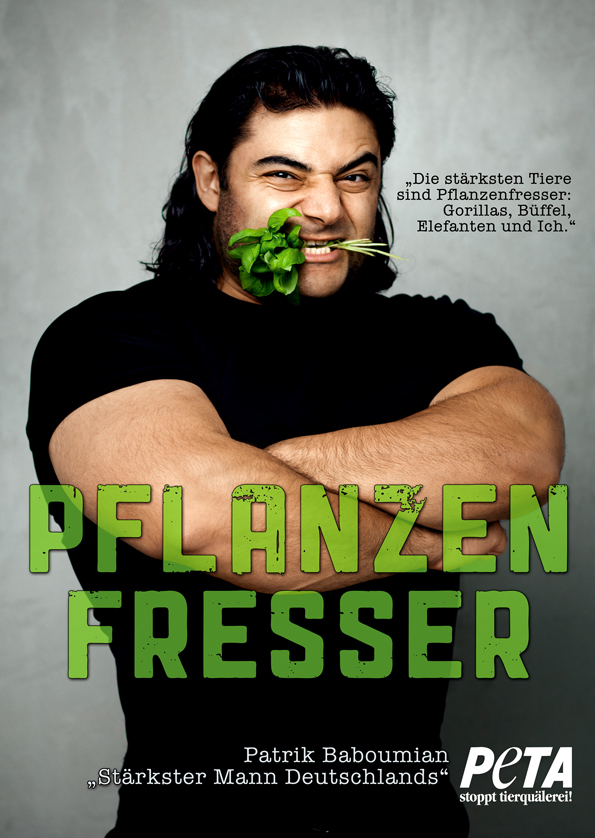
Patrik Baboumian (* 1979)

- Baboun, Vera (* 1964), palästinensische Bürgermeisterin von Bethlehem
- Babović, Anastasija (* 2000), montenegrinische Handballspielerin
- Babović, Milka (1928–2020), jugoslawische Leichtathletin und Journalistin
- Babović, Nenad (* 1976), serbischer Ruderer
- Babović, Stefan (* 1987), serbischer Fußballspieler

### Babr
- Babravičius, Gintautas (* 1955), litauischer Politiker, Mitglied des Seimas
- Babrios, griechischer Fabeldichter
- Babrou, Sjarhej (* 1978), belarussischer Skispringer

### Babs
- Babs, Alice (1924–2014), schwedische Schlager- und JazzsängerinAlice Babs (1924–2014)

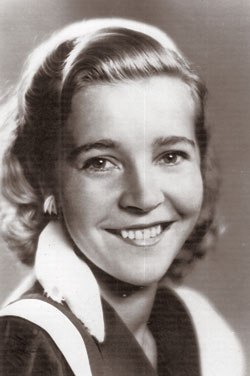
Alice Babs (1924–2014)

- Babschuk, Jekaterina (* 1991), kasachische Fußballspielerin
- Babskyj, Spyrydon (1958–2011), ukrainischer Geistlicher und Bischof
- Babson, Eric (* 1966), US-amerikanischer Mathematiker
- Babson, Roger (1875–1967), US-amerikanischer Statistiker, Wirtschafts- und Börsenprognostiker und Autor
- Babst, Diederich Georg (1741–1800), deutscher Schriftsteller
- Babst, Iwan Kondratjewitsch (1823–1881), russischer Historiker, Politökonom, Publizist und Hochschullehrer
- Babst, Konrad Christoph (* 1790), russischer Offizier und Schriftsteller
- Babst, Reto (1936–1981), Schweizer Schauspieler und Theaterregisseur
- Babst, Stefanie (* 1964), deutsche Politologin und Publizistin

### Babt
- Babtschenko, Arkadi Arkadjewitsch (* 1977), russischer Journalist und Autor
- Babtschuk, Anton Anatoljewitsch (* 1984), russisch-ukrainischer Eishockeyspieler
- Babtschyn, Aljaksandr (* 1986), russischer, vormals belarussischer Biathlet

### Babu
- Babu Thandarang, Hema Nagendra (* 1996), indischer Badmintonspieler
- Babu wa Loliondo († 2021), tansanischer lutherischer Pastor, Wunderheiler
- Babu, A. V. Rakesh (* 1990), indischer Dreispringer
- Babu, Ehsanul Haque, bangladeschischer Filmproduzent
- Babu, Meshack Kitsubuli (* 1996), kenianischer Sprinter
- Babu, Nidhu (1741–1839), bengalischer Komponist und Musiker
- Babu, Sobhan (1937–2008), indischer Schauspieler
- Babu, Washiqur Rahman (1988–2015), bangladeschischer Bürgerrechtler und Online-Aktivist
- Bābu-aḫa-iddina, assyrischer Beamter
- Babucke, Frederik (* 1975), deutscher Schauspieler
- Babucke, Heinrich (1841–1902), klassischer Philologe und Gymnasialdirektor
- Babuder, Hans (1914–2006), österreichischer Maler
- Babudschjan, Lewon (* 1986), armenischer Schachspieler
- Babul, Monoar Ul Alam, bangladeschischer Badmintonspieler
- Babula, Vlastimil (* 1973), tschechischer Schachgroßmeister
- Babulfath, Tara (* 2006), schwedische Judoka
- Babunski, Boban (* 1968), mazedonischer Fußballspieler und -trainer
- Babunski, David (* 1994), mazedonischer Fußballspieler
- Babunski, Jovan (1878–1920), serbischer Wojwode, Persönlichkeit der serbischen Tschetnik-Bewegung in Vardar-Mazedonien
- Babur (1483–1530), Kaiser von Indien, der Gründer des MogulreichesBabur (1483–1530)

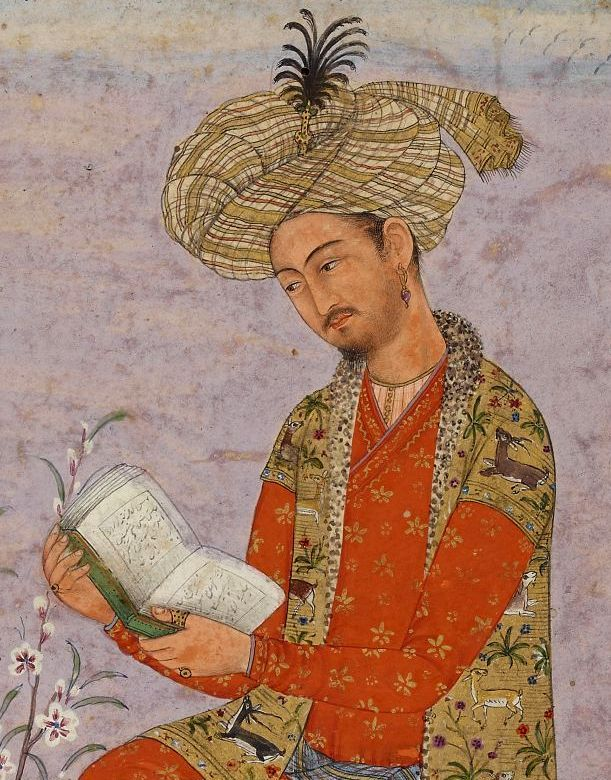
Babur (1483–1530)

- Babur, Davut (* 1987), türkischer Fußballspieler
- Baburen, Dirck van (1595–1624), niederländischer Maler
- Baburin, Alexander (* 1967), irischer Schachgroßmeister russischer Herkunft
- Baburin, Jegor Konstantinowitsch (* 1993), russischer Fußballspieler
- Baburin, Michail Fjodorowitsch (1907–1984), sowjetischer Bildhauer
- Baburowa, Anastassija Eduardowna (1983–2009), russisch-ukrainische Journalistin
- Baburyna, Swetlana (* 1985), ukrainische Beachvolleyballspielerin
- Babuschkin, Andrei Wladimirowitsch (1964–2022), russischer Politiker
- Babuschkin, Iwan Wassiljewitsch (1873–1906), russischer Revolutionär und Politiker
- Babuschkin, Jefim Adrianowitsch (1880–1927), russischer Revolutionär und Politiker
- Babuschkin, Michail Sergejewitsch (1893–1938), sowjetischer Pilot
- Babuschkina, Swetlana Wladimirowna (* 1992), russische Ringerin
- Babuscio Rizzo, Francesco (1897–1983), italienischer Diplomat
- Babuscu, Onurhan (* 2003), österreichischer Fußballspieler
- Babušek, František (1905–1954), slowakischer Komponist und Dirigent
- Babušiak, Jaroslav (* 1984), slowakischer Skirennläufer
- Babusiaux, Ulrike (* 1973), deutsche Rechtswissenschaftlerin
- Babuška, Ivo (1926–2023), tschechischer Mathematiker
- Babut, Daniel (1929–2009), französischer Klassischer Philologe und Philosophiehistoriker

### Babw
- Babwahi († 484), Patriarch der Assyrischen Kirche des Ostens (Katholikos)

### Baby
- Baby Ariel (* 2000), US-amerikanische Schauspielerin und Influencerin
- Baby Bash (* 1975), US-amerikanischer Rapper
- Baby Fae (1984–1984), US-amerikanisches Mädchen, dem ein Tierherz transplantiert wurde
- Baby Huey (1944–1970), US-amerikanischer Rock- und Soulsänger
- Baby K (* 1983), italienische Sängerin und RapperinBaby K (* 1983)

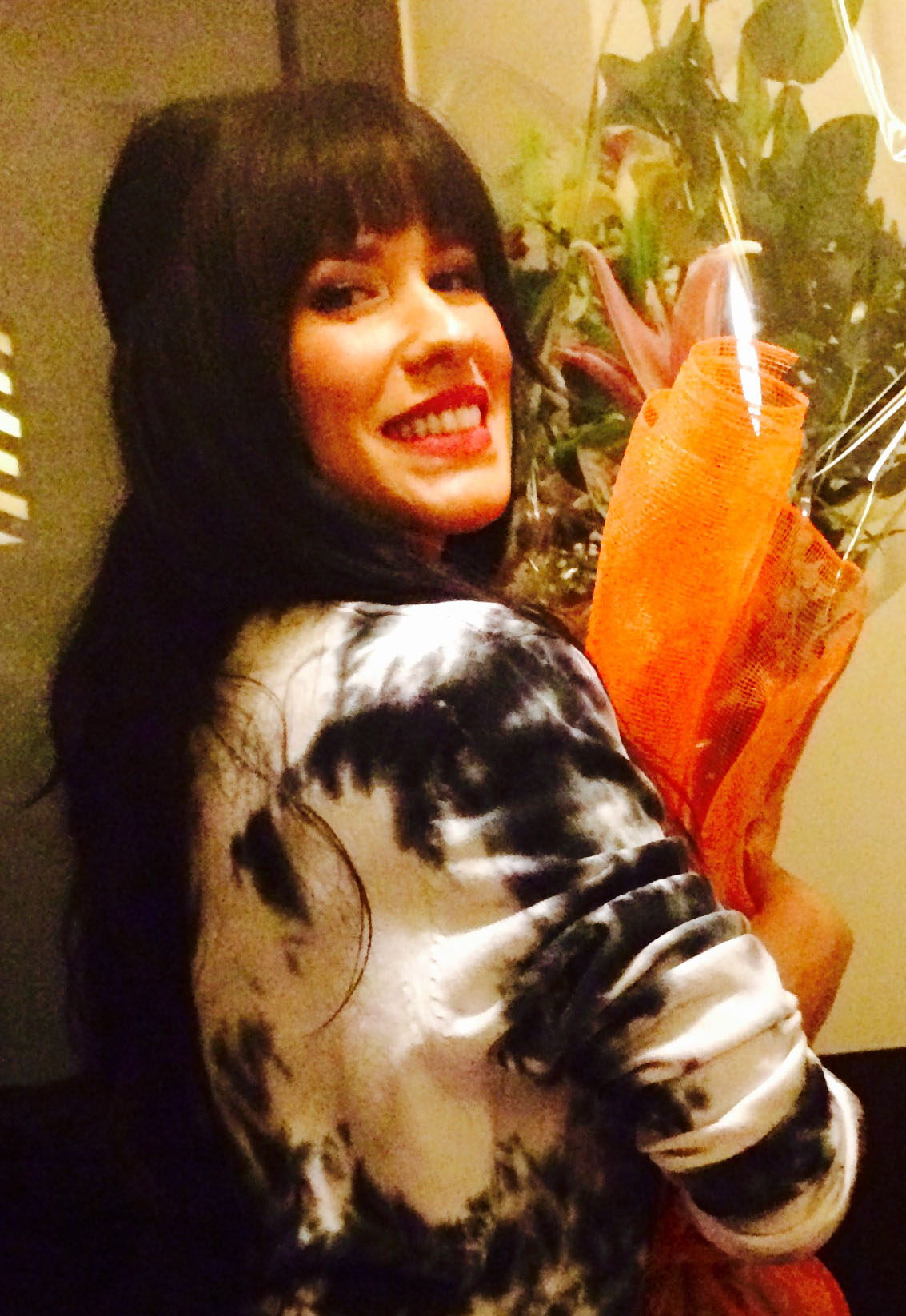
Baby K (* 1983)

- Baby Keem (* 2000), US-amerikanischer Rapper und Musikproduzent
- Baby Lasagna (* 1995), kroatischer SängerBaby Lasagna (* 1995)

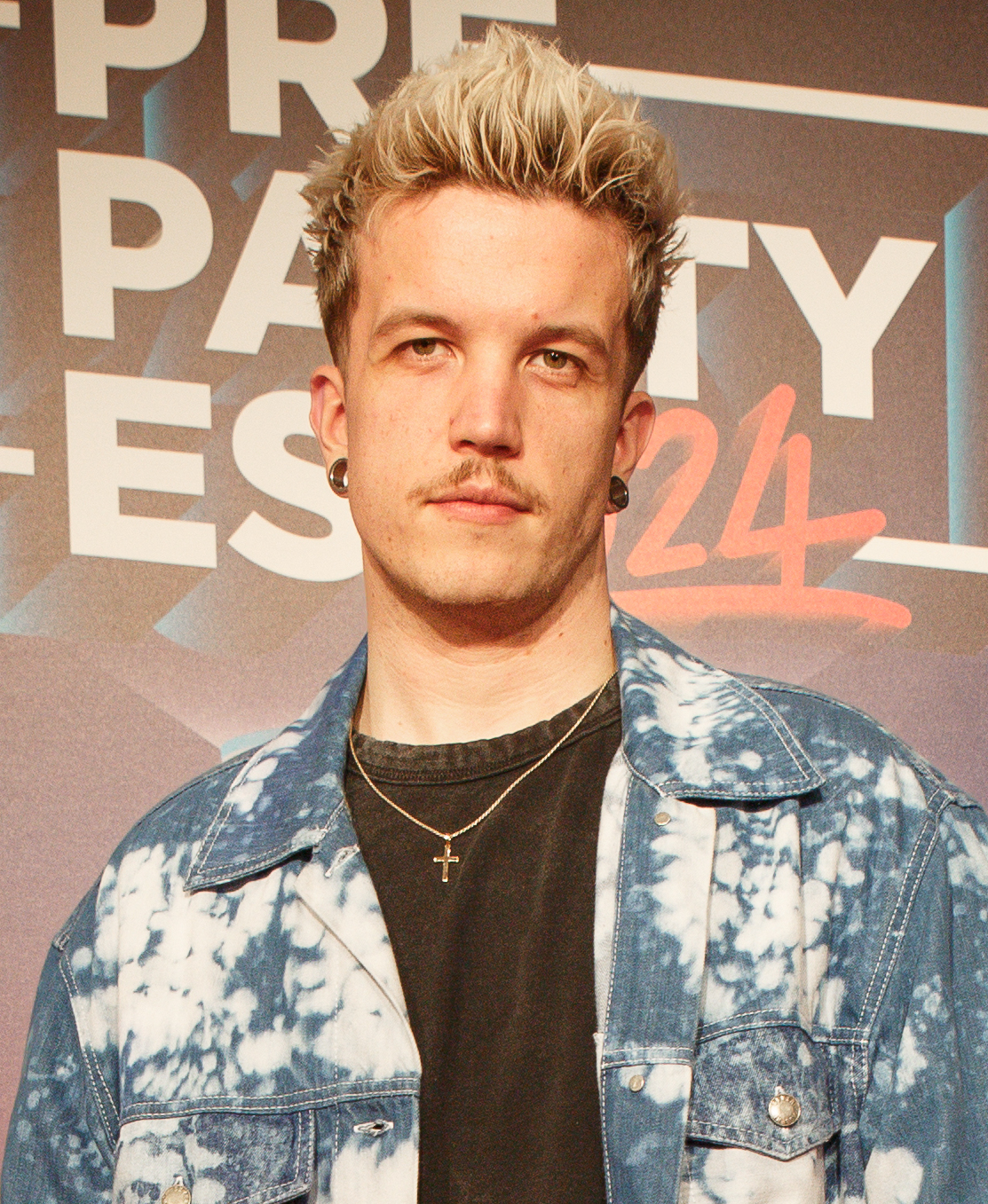
Baby Lasagna (* 1995)

- Baby M (* 1986), US-amerikanisches Kind, Grund eines Sorgerechts-Prozesses
- Baby Queen (* 1997), südafrikanische Popsängerin
- Baby, Jean (1897–1969), französischer Historiker
- Baby, Jithu (* 1993), indischer Sprinter
- Baby, Sonia (* 1981), spanische Pornodarstellerin
- Babych, Dave (* 1961), kanadischer Eishockeyspieler, -trainer und -funktionär
- Babych, Wayne (* 1958), kanadischer Eishockeyspieler
- Babyface (* 1959), US-amerikanischer R&B- und Popsänger, Songwriter und Produzent
- Babygirl, Sir, US-amerikanische nichtbinäre Person
- Babykin, Konstantin Trofimowitsch (1880–1960), russisch-sowjetischer Architekt und Hochschullehrer
- Babylas, Bischof von Antiochien
- Babylon, Guy (1956–2009), US-amerikanischer Komponist und Keyboarder
- Babynez, Serhij (* 1987), ukrainischer Eishockeyspieler
- Babytsch, Mykola (* 1980), ukrainischer Beachvolleyballspieler